# 椭圆果雪胆
椭圆果雪胆（学名：Hemsleya ellipsoidea）为葫芦科雪胆属下的一个种。

## 扩展阅读
- 維基物種上的相關：椭圆果雪胆